# Подлесный (сельское поселение Чёрновский)
Подле́сный — посёлок в Волжском районе Самарской области, входит в состав сельского поселения Чёрновский.

## География
Находится на левом берегу реки Самара на расстоянии примерно 9 км по прямой на восток от центра сельсовета посёлка Чёрновский.

## История
Посёлок основан в 1923—1926 годах выходцами из села Спиридоновка.

## Население
| 2010 |
| ---- |
| 14   |

Постоянное население составляло 9 человек (русские 78%) в 2002 году, 14 человек в 2010 году.